# 水环境
水环境（Water Environment），也称水文环境，是指一类与传输、储存和提供水资源的水体形成的系统，它兼顾生物生存、繁衍的栖息地，以及水、固体、大气污染物等组成进行能量与物质交换。它是水体影响人类生存和发展的因素，以及人类活动影响水体的因素总和。
现有水环境主要面临各种水体的水质及污染等问题。在环境科学研究中，水环境含义较广泛，包括地球上各种水体及具密切相连的诸环境要素，如河床、海岸、植被、土壤等。在环境水利研究中，水环境通常指河、湖、海、地下水等自然环境，以及水库、运河、渠系等人工环境。

## 组成
水环境主要由地表水环境和地下水环境组成。地表水环境包括海洋、河流、湖泊、水库、池塘、沼泽、冰川等水体及环境要素；地下水环境包括泉水、浅层地下水、深层地下水等水体及环境要素。水环境同其他环境要素如土壤环境、生物环境、大气环境等被此联系、相互影响与制约。当改变或破坏某一区域的水环境状况时，必然引起其他环境要素的变化。如实施调水工程将改变调入区或调出区的水环境特征，从而导致该地区的土壤、气候和植被发生变化等。

## 问题
水环境问题是由于自然因素和人为影响使水体的水文、资源与环境特征产生恶化。当前全世界面临的水环境问题，主要有洪涝灾害、干旱缺水、河流干涸、淤积、水污染、水土流失、地表水位下降、海咸水入侵等。